# Pave Formosus
Formosus (ca. 816 – 4. april 896) var pave fra 6. oktober 891 til sin død i 896. Hans tid som pave var problemfyldt. Han blev begravet i Peterskirken, men hans jordiske rester blev senere gravet op og stillet for retten ved Kadaversynoden. Inden han blev pave var han biskop i Portus.